# 血栓

图示血块破裂后形成血栓

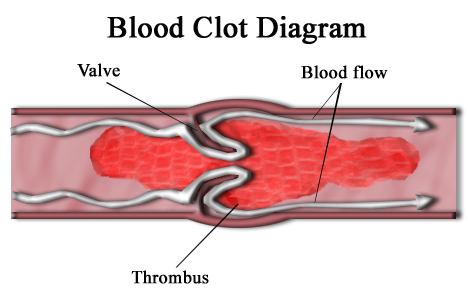
Blood clot diagram.

血栓（thrombus）是活体循环系统中由血液成分（如：血小板、纤维蛋白、红细胞、白细胞等等）形成的固体或半固体凝块。血栓属于一种血块，然而其定义排除了溢出心血管外的血液所形成的血块，或是体外（如体表或试管内）形成者，也非屍体心血管内因血流停滞而自然产生的凝块（cruor）。血栓形成（thrombosis）就是这种在活体的心脏和血管内，血液发生凝固或血液中某些有形成分析出、凝集形成（半）固体质块的过程。
血块（clot，blood clot）或血凝块（blood coagulum），是血液凝固步骤止血过程的终末产物，包括任何在循环系统内、血管外组织或体外的凝块。体表的血凝块也称为血痂（blood scab），它会附着在受损血管的开口处，防止血液流失。
血栓形成特指病理变化，如深静脉血栓、急性冠脉综合征等等。血栓一旦在在血管中形成，於循環系統中會妨礙或阻斷血流。当血栓阻塞正常血管造成血栓形成时，则可能於循環系統中妨礙或阻斷血流。
若在血管壁上的血栓凝块脫落，可导致血栓形成引起的栓塞。附壁血栓（mural thrombus）是黏附于心腔壁及血管内面的血栓，例如：心室壁瘤（ventricular aneurysm）的附壁血栓脱落，就可能导致脑栓塞。

## 醫療
- 运用醫生處方的抗凝血藥物以化解栓塞。[12]
- 若症狀嚴重時：
  - 可考慮開刀將患處置換為人工血管（心導管手術）。
  - 或是以更久時間的療程，以多次進行短時間的超音波照射患處，藉以誘發在患處周圍產生新的微血管通道。
  - 有時候血栓的硬度甚至要用鑽。